# Владимир (Сеньковский)
Архиепископ Влади́мир (в миру Филарет Алексеевич Сеньковский или Синьковский; 1845, местечко Каховка, Днепровский уезд, Таврическая губерния — 3 августа 1917, Алушта, Ялтинский уезд, Таврическая губерния) — епископ Русской православной церкви, архиепископ Донской и Новочеркасский. Духовный писатель.

## Биография
Из семьи священника. В 1867 году окончил Херсонскую духовную семинарию и 26 сентября епископом Алексием (Ржаницыным) возведён в сан иерея.
19 октября 1875 года назначен миссионером Алтайской миссии.
10 апреля 1882 года назначен миссионером вновь учреждённой Киргизской миссии.
26 марта 1889 году возведён в сан протоиерея.
12 июля 1890 года пострижен в монашество, 21 ноября возведён в сан игумена и определён помощником начальника Алтайской и Киргизской миссий.
В 1891 году назначен начальником Алтайской и Киргизских миссий, а 22 мая возведён в сан архимандрита.
18 августа 1891 года в Александро-Невской Лавре хиротонисан во епископа Бийского, викария Томской епархии.
С 3 июня 1893 года — епископ Владикавказский и Моздокский.
Открыл Ардонскую духовную семинарию, благодаря которой во многих, даже в самых отдалённых осетинских аулах, ардонские воспитанники либо в сане священников, либо народных учителей.
В частых миссионерских поездках по Осетии убедил сотни осетин, что женщины имеют право ходить в храм и склонил горцев к открытию женских школ.
За период с 1897 по 1907 годы число школ в Северной Осетии возросло с 14 до 70, а учащихся с 700 до 4000 человек.
С 12 августа 1904 года — епископ Кишинёвский и Хотинский. Сочувственно отнёсся к местному молдавскому движению. Это отношение сформировалось в результате его многолетней миссионерской деятельности в Сибири, Средней Азии и на Кавказе. Его «апостольское» видение национального вопроса наложилось на перемены, которые принесла в жизнь России и Бессарабии Первая русская революция. Едва ли он разделял взгляды молдавских «революционеров», но по факту он поддерживал из миссионерских побуждений тех, кто делал революцию в национальном вопросе.
С 16 сентября 1908 года — архиепископ Донской и Новочеркасский.
6 мая 1912 года награждён бриллиантовым крестом для ношения на клобуке.
11 июля 1914 года уволен на покой, согласно прошению, с правом управления Московским Заиконоспасским Ставропигиальным монастырём.
Скончался 3 августа 1917 года в Алуште.

## Сочинения
- Жизнь св. великомученика Евстафия Плакиды.
- Первоначальные сведения о православной христианской вере, сообщаемые киргизу, приемлещему крещение.
- Записки алтайского миссионера Черно-ануйского отделения священника Филарета Сеньковского за 1876, 77, 78, 79, 80 и 81 годы.
- Записки миссионера Киргизской миссии.
- Три части вероучительной и нравоучительной книги протоиерея Поспелова.
- Чин обращения магометан к Святой церкви.
- Записки Алтайского миссионера за 6 лет 1876—1881 г.
- Записки Алтайского миссионера за 5 лет 1886—1901 г.
- Ряд записок Киргизской миссии.
- Речь при наречении его во епископа Бийского. «Церковные Ведомости» 1891, № 34, с. 1148.

Перевел на киргизский язык и напечатал первоначальные сведения о Православной
вере для новокрещаемых киргизов. Перевел на киргизский язык и напечатал «Евангелие от Матфея».
Первоначальные молитвы др.
Труды печатал в Томских Епархиальных Ведомостях и Московских Церковных Ведомостях.